# Sjællandsleden
De Sjællandsleden (Seelandpad) is een gemarkeerd langeafstandswandelpad in Denemarken. De blauw bewegwijzerde routes doorkruisen Seeland, Mon en Lolland-Falster. Het wandelnetwerk is een onderdeel van het Noordzeepad (Nordsøstien).